# Liemarvin Bonevacia
Liemarvin Bonevacia (Willemstad, 5 aprile 1989) è un velocista olandese, specializzato nei 400 metri piani.

## Biografia
Bonevacia è uno dei quattro atleti degli Atleti Olimpici Indipendenti che hanno partecipato ai Giochi della XXX Olimpiade, gareggiando nei 400 metri piani dove è stato eliminato in semifinale quando si è ferito ai muscoli ischiocrurali.
Dal 2013 gareggia per i Paesi Bassi, nazione per cui ha corso ai Mondiali di Mosca dello stesso anno, prendendo parte alla staffetta 4×100 metri dove si è classificato al 5º posto.
Ha rappresentato la Paesi Bassi ai Giochi olimpici di Tokyo 2020 dove ha vinto la medaglia d'argento nella staffetta 4×400 m con Terrence Agard, Tony van Diepen e Ramsey Angela, ed ha ottenuto il quarto posto nella staffetta 4×400 m mista, con Lieke Klaver, Femke Bol e Ramsey Angela, stabilendo il record nazionale in entrambe le specialità, fissando i nuovi primati rispettivamente in 2'57"18 e 3'10"36.

## Record nazionali
- Staffetta 4×400 metri: 2'57"18 ( Tokyo, 7 agosto 2021) (Liemarvin Bonevacia, Terrence Agard, Tony van Diepen, Ramsey Angela)
- Staffetta 4×400 metri mista: 3'09"90  ( Eugene, 15 luglio 2022) (Liemarvin Bonevacia, Lieke Klaver, Tony van Diepen, Femke Bol)
- Staffetta 4×400 metri indoor: 3'06"06 ( Toruń, 7 marzo 2021) (Jochem Dobber, Liemarvin Bonevacia, Ramsey Angela, Tony van Diepen)

## Palmarès
| Anno | Manifestazione  | Sede           | Evento        | Risultato        | Prestazione | Note                                     |
| ---- | --------------- | -------------- | ------------- | ---------------- | ----------- | ---------------------------------------- |
| 2011 | Campionati CAC  | Mayagüez       | 400 m piani   | Batteria         | 48"04       |                                          |
| 2011 | Campionati CAC  | Mayagüez       | 4×400 m       | Batteria         | 41"49       |                                          |
| 2011 | Universiadi     | Shenzhen       | 200 m piani   | Quarti di finale | 21"60       |                                          |
| 2011 | Universiadi     | Shenzhen       | 400 m piani   | Semifinale       | 48"26       |                                          |
| 2012 | Giochi olimpici | Londra         | 400 m piani   | Semifinale       | 1'36"42     |                                          |
| 2013 | Mondiali        | Mosca          | 4×100 m       | 5º               | 38"37       | Miglior prestazione personale stagionale |
| 2014 | Europei         | Zurigo         | 400 m piani   | Semifinale       | 46"38       |                                          |
| 2014 | Europei         | Zurigo         | 4×400 m       | Batteria         | 3'05"93     |                                          |
| 2015 | Europei indoor  | Praga          | 400 m piani   | Batteria         | 47"62       |                                          |
| 2015 | World Relays    | Nassau         | 4×400 m       | Batteria         | dnf         |                                          |
| 2015 | Mondiali        | Pechino        | 400 m piani   | Semifinale       | 45"65       |                                          |
| 2015 | Mondiali        | Pechino        | 4×100 m       | Batteria         | 38"41       | Miglior prestazione personale stagionale |
| 2016 | Mondiali indoor | Portland       | 400 m piani   | Batteria         | 47"48       |                                          |
| 2016 | Europei         | Amsterdam      | 400 m piani   | Bronzo           | 45"41       | Miglior prestazione personale stagionale |
| 2016 | Europei         | Amsterdam      | 4×400 m       | 7º               | 3'04"52     |                                          |
| 2016 | Giochi olimpici | Rio de Janeiro | 400 m piani   | Semifinale       | 45"03       | Miglior prestazione personale stagionale |
| 2016 | Giochi olimpici | Rio de Janeiro | 4×100 m       | Batteria         | 38"53       |                                          |
| 2017 | Europei indoor  | Belgrado       | 400 m piani   | Bronzo           | 46"26       | Record nazionale                         |
| 2017 | Mondiali        | Londra         | 4×100 m       | Batteria         | 38"65       | Miglior prestazione personale stagionale |
| 2018 | Europei         | Berlino        | 400 m piani   | Semifinale       | 45"39       |                                          |
| 2018 | Europei         | Berlino        | 4×400 m       | Batteria         | 3'04"93     |                                          |
| 2019 | Europei indoor  | Glasgow        | 400 m piani   | Batteria         | 47"86       |                                          |
| 2019 | World Relays    | Yokohama       | 4×400 m       | 13º              | 3'05"15     |                                          |
| 2021 | Europei indoor  | Toruń          | 400 m piani   | Bronzo           | 46"30       |                                          |
| 2021 | Europei indoor  | Toruń          | 4×400 m       | Oro              | 3'06"06     | Record nazionale                         |
| 2021 | World Relays    | Chorzów        | 4×400 m       | Oro              | 3'03"45     |                                          |
| 2021 | Giochi olimpici | Tokyo          | 400 m piani   | 8º               | 45"07       |                                          |
| 2021 | Giochi olimpici | Tokyo          | 4×400 m       | Argento          | 2'57"18     | Record nazionale                         |
| 2021 | Giochi olimpici | Tokyo          | 4×400 m mista | 4º               | 3'10"36     | Record nazionale                         |
| 2022 | Mondiali        | Eugene         | 400 m piani   | Semifinale       | 45"50       |                                          |
| 2022 | Mondiali        | Eugene         | 4×400 m mista | Argento          | 3'09"90     | Record nazionale                         |
| 2022 | Europei         | Monaco         | 400 m piani   | 4º               | 45"17       | Miglior prestazione personale stagionale |
| 2022 | Europei         | Monaco         | 4×400 m       | 5º               | 3'01"34     |                                          |
| 2023 | Europei indoor  | Istanbul       | 400 m piani   | Semifinale       | 46"60       |                                          |
| 2023 | Europei indoor  | Istanbul       | 4×400 m       | Bronzo           | 3'06"59     | Miglior prestazione personale stagionale |
| 2023 | Giochi europei  | Chorzów        | 400 m piani   | Bronzo           | 45"06       | [ 4 ]                                    |
| 2023 | Mondiali        | Budapest       | 400 m piani   | Semifinale       | 45"23       |                                          |
| 2023 | Mondiali        | Budapest       | 4×400 m       | 6º               | 3'00"40     |                                          |
| 2023 | Mondiali        | Budapest       | 4×400 m mista | Finale           | dnf         |                                          |
| 2024 | Mondiali indoor | Glasgow        | 4×400 m       | Bronzo           | 3'04"25     | Record nazionale                         |
| 2024 | World Relays    | Nassau         | 4×400 m       | Batteria         | 3'03"02     |                                          |
| 2024 | Europei         | Roma           | 400 m piani   | Bronzo           | 44"88       | Miglior prestazione personale stagionale |
| 2024 | Europei         | Roma           | 4x400 m mista | Bronzo           | 3'10"73     |                                          |
| 2025 | World Relays    | Guangzhou      | 4x400 m       | Batteria         | 3'02"94     |                                          |

## Altre competizioni internazionali
2023
- Bronzo ai Campionati europei a squadre di atletica leggera ( Chorzów), 400 m piani - 45"06